# Primer Gobierno de María Chivite
El Primer Gobierno de María Chivite fue el Gobierno de Navarra desde el 7 de agosto de 2019 hasta el 18 de agosto de 2023. Correspondió a la X legislatura parlamentaria del periodo democrático y sucedió al Gobierno Barkos. Lo sucedió el Segundo Gobierno de María Chivite.

## Composición
|                                                                                   |                                                        |                                                                                   |                               |
| ← Primer Gobierno de María Chivite → (7 de agosto de 2019 - 18 de agosto de 2023) |                                                        |                                                                                   |                               |
| Partido político                                                                  |                                                        | Partido Socialista de Navarra                                                     | Partido Socialista de Navarra |
| Partido político                                                                  | Geroa Bai                                              |                                                                                   |                               |
| Partido político                                                                  | Podemos Navarra                                        |                                                                                   |                               |
| Presidencia                                                                       |                                                        |                                                                                   |                               |
| Presidencia del Gobierno                                                          |                                                        | María Chivite 6 de agosto de 2019 - 18 de agosto de 2023                          |                               |
| Vicepresidencias                                                                  |                                                        |                                                                                   |                               |
| Vicepresidencia Primera del Gobierno                                              |                                                        | Javier Remírez Apesteguía 7 de agosto de 2019 - 18 de agosto de 2023              |                               |
| Vicepresidencia Segunda del Gobierno                                              |                                                        | José María Aierdi Fernández de Barrena 7 de agosto de 2019 - 18 de agosto de 2023 |                               |
| Consejerías                                                                       |                                                        |                                                                                   |                               |
| Presidencia, Igualdad, Función Pública e Interior                                 |                                                        | Javier Remírez Apesteguía 7 de agosto de 2019 - 18 de agosto de 2023              |                               |
| Cohesión Territorial                                                              |                                                        | Bernardo Ciriza 7 de agosto de 2019 - 18 de agosto de 2023                        |                               |
| Ordenación del Territorio, Vivienda, Paisaje y Proyectos Estratégicos             |                                                        | José María Aierdi Fernández de Barrena 7 de agosto de 2019 - 18 de agosto de 2023 |                               |
| Economía y Hacienda                                                               |                                                        | Elma Saiz 7 de agosto de 2019 - 18 de agosto de 2023                              |                               |
| Políticas Migratorias y Justicia                                                  |                                                        | Eduardo Santos Itoiz 7 de agosto de 2019 - 18 de agosto de 2023                   |                               |
| Educación                                                                         |                                                        | Carlos Gimeno Gurpegi 7 de agosto de 2019 - 18 de agosto de 2023                  |                               |
| Universidad, Innovación y Transformación Digital                                  |                                                        | Juan Cruz Cigudosa 7 de agosto de 2019 - 18 de agosto de 2023                     |                               |
| Salud                                                                             |                                                        | Santos Induráin Orduna 7 de agosto de 2019 - 18 de agosto de 2023                 |                               |
| Desarrollo Económico                                                              |                                                        | Manu Ayerdi 7 de agosto de 2019 - 4 de febrero de 2021                            |                               |
| Desarrollo Económico                                                              | Mikel Irujo 29 de enero de 2021 - 18 de agosto de 2023 |                                                                                   |                               |
| Desarrollo Rural y Medio Ambiente                                                 |                                                        | Itziar Gómez 7 de agosto de 2019 - 18 de agosto de 2023                           |                               |
| Relaciones Ciudadanas                                                             |                                                        | Ana Ollo Hualde 7 de agosto de 2019 - 18 de agosto de 2023                        |                               |
| Cultura y Deporte                                                                 |                                                        | Rebeca Esnaola 7 de agosto de 2019 - 18 de agosto de 2023                         |                               |
| Derechos Sociales                                                                 |                                                        | Mari Carmen Maeztu 7 de agosto de 2019 - 18 de agosto de 2023                     |                               |